# Liste der Zaubersprüche und Flüche der Harry-Potter-Romane
In diesen Listen werden Zaubersprüche und Flüche aus den sieben Bänden der Harry-Potter-Romanreihe von Joanne K. Rowling aufgeführt.
Die meisten Zaubersprüche bedienen sich lateinischen Wortmaterials, sind aber ohne tiefere Kenntnis der Sprache und ihrer Wort- und Phrasenbildungsregeln ersonnen worden und weisen daher Sprachunrichtigkeiten oder -ungenauigkeiten auf.
Außer dieser Liste gibt es weitere Artikel, in denen Elemente der Harry-Potter-Welt näher beschrieben werden:
- Begriffe der Harry-Potter-Romane
- Figuren der Harry-Potter-Romane
- Handlungsorte der Harry-Potter-Romane
- Tiere der Harry-Potter-Romane

## Liste der bekannten Zaubersprüche aus den Büchern
| Formel/Name                   | Sprachliche Herkunft | Wirkung | Gegenzauber/Gegenteil                                       |
| ----------------------------- | --- | --- | ----------------------------------------------------------- |
| Accio                         | lateinisch accio (accere) ‚Ich rufe herbei (herbeirufen, holen)‘                                                                  | ruft Gegenstände und Lebewesen herbei (z. B. „Accio Feuerblitz“) | –                                                           |
| Aguamenti                     | lateinisch aqua = Wasser; mens = Geist                                                                                            | lässt Wasser aus der Spitze des Zauberstabs schießen oder füllt ein Gefäß mit Wasser, wenn man es vorher antippt | –                                                           |
| Alohomora                     | Der Geomantik aus Madagaskar entlehnt, ‚Gut für Diebe‘                                                                            | öffnet Schlösser | Colloportus                                                 |
| Amnesia                       | Verneinung zu altgriechisch μνήμη mnémē = Gedächtnis, siehe auch Amnesie                                                          | löscht das Gedächtnis des Opfers aus | –                                                           |
| Anapneo                       | altgriechisch ἀναπνέω "ich atme auf"                                                                                              | befreit die Atemwege | –                                                           |
| Anti-Schummel-Zauber          | Zauberspruch unbekannt | wird z. B. bei den Hogwarts-Prüfungen verwendet | –                                                           |
| Aparecium                     | lateinisch apparere, spanisch aparecer, englisch appear ‚erscheinen‘                                                              | enthüllt z. B. verborgene Schriften | –                                                           |
| Avada Kedavra                 | aramäisch avd/אבד = verlorengehen, verschwinden; aram. ke/כ = wie; aram. davar/דבאר = die Sache                                   | Todesfluch, tötet sofort und schmerzlos; einer der drei unverzeihlichen Flüche | –                                                           |
| Avis                          | lateinisch ‚Vogel‘ | lässt Vögel aus der Spitze des Zauberstabs kommen | –                                                           |
| Cave Inimicum                 | lateinisch ‚hüte dich vor dem Feind‘ (cavere= hüten, Inimicus= Feind)                                                             | macht den Anwender unsichtbar und unhörbar für Feinde | –                                                           |
| Colloportus                   | lat. colligo porta, binde die Tür                                                                                                 | verschließt Türen und Fenster | Alohomora                                                   |
| Confringo                     | lat. confringere = etwas zerbrechen; englisch infringe: [Gesetz] brechen                                                          | lässt Gegenstände explodieren | Reparo                                                      |
| Confundo                      | lat. confundere = verwirren | Verwechslungs- oder Verwirrungzauber | –                                                           |
| Crucio                        | lat. cruciare = martern, quälen                                                                                                   | Cruciatus-Fluch = Folterfluch, fügt Qualen zu; einer der drei unverzeihlichen Flüche | –                                                           |
| Defodio                       | lat. defodere = vergraben | sprengt Felsen und Gestein | –                                                           |
| Deletrius                     | engl. delete = löschen, lat. delere = löschen                                                                                     | lässt den Prior Incantato wieder verschwinden | Prior Incantato                                             |
| Densaugeo                     | lat. dens = Zahn, augeo = ich steigere                                                                                            | lässt die Zähne einer Person wachsen | –                                                           |
| Deprimo                       | lat. deprimere = niederdrücken | sprengt ein großes Loch in den Fußboden | –                                                           |
| Descendo                      | lat. descendere = absteigen | lässt ein Objekt nach unten bewegen | Ascendio                                                    |
| Diffindo                      | lat. diffindere = teilen | kann Dinge zertrennen/aufreißen | Reparo                                                      |
| Dissendium                    | lat. dissentire = widersprechen                                                                                                   | ermöglicht, verdeckte Zugänge zu öffnen | –                                                           |
| Duro                          | lat. duro = ich halte | versteinert Gegenstände | –                                                           |
| Engorgio                      | engl. engorgement = Übersättigung                                                                                                 | lässt lebende Organismen auf überdimensionale Größe anschwellen | Reducio                                                     |
| Erecto                        | lat. erectio = Aufrichtung | richtet Dinge auf | –                                                           |
| Episkey                       | griech. episkeu = ich stelle wieder her                                                                                           | heilt kleinere Knochenbrüche und Verletzungen | –                                                           |
| Evanesco                      | engl. evanesce = sich wie Rauch auflösen; lat. evanescere: verschwinden                                                           | lässt einen Gegenstand oder eine Substanz verschwinden | –                                                           |
| Expecto patronum              | lat. für ich erwarte den Schutzgeist                                                                                              | beschwört einen Patronus herauf, der Dementoren vertreibt | –                                                           |
| Expelliarmus                  | lat. expellere = vertreiben; arma = Waffen                                                                                        | entwaffnet den Gegner | Protego                                                     |
| Expulso                       | lat. expellere = vertreiben, schlagend hinaustreiben                                                                              | lässt Gegenstände explodieren | –                                                           |
| Ferula                        | engl. ferrule = stärkender/versteifender Metallring, Hülse/Muffe zum Verbinden von Teilen; engl. ferule/ferula/lat. ferula: Stock | schient z. B. gebrochene Körperteile | –                                                           |
| Fidelius-Zauber               | lat. für noch treuer; engl. fidelity: Treue                                                                                       | verbirgt einen Ort im Gedächtnis des Geheimniswahrers | –                                                           |
| Finite Incantatem             | lat. finire = etwas beenden, finite: beendet (Imp.), incantatio: Beschwörung, Zauberspruch                                        | beendet einige Zauber und Flüche mit dauerhafter Wirkung | –                                                           |
| Flagrate                      | lat. flagrare = brennen | ermöglicht mit dem Zauberstab eine rote Spur in der Luft oder auf einem Gegenstand zu hinterlassen | –                                                           |
| Flagrante                     | lat. flagrare = brennen | Flagrante verzaubert Gegenstände so, dass sie sich glühend heiß anfühlen und bei Berührung schwere Brandverletzungen verursachen | –                                                           |
| Furunculus                    | engl. furuncle, Furunkel = Eiterbeule                                                                                             | verunstaltet das Gesicht des Opfers mit Eiterbeulen | –                                                           |
| Geminio Zauber / Gemino Fluch | lat. geminus, Zwilling | stellt ein Duplikat eines Gegenstandes her | –                                                           |
| Glisseo                       | franz. glisser = rutschen, gleiten                                                                                                | verwandelt eine Treppe in eine Rutschbahn | –                                                           |
| Homenum Revelio               | lat. homo = Mensch; lat. revelare / engl. reveal = enthüllen, aufdecken; lat. hominem revelo = Ich enthülle den Menschen          | macht die Anwesenheit von Menschen an einem Ort sichtbar | –                                                           |
| Impedimenta                   | lat. impedire = verhindern | lässt einen Feind in der Bewegung erstarren | –                                                           |
| Imperio                       | lat. imperare = befehlen | Imperius-Fluch = Unterwerfungsfluch, zwingt Willen auf; ist einer der drei unverzeihlichen Flüche | kann mit viel Willenskraft abgewehrt werden                 |
| Imperturbatio-Zauber          | engl. imperturbable = unerschütterlich; lat. imperturbatus = ungestört                                                            | schützt ein Objekt so, dass niemand es berühren oder durchdringen kann | –                                                           |
| Impervius                     | engl. impervious/lat. impervius = undurchlässig                                                                                   | macht die Oberfläche von Dingen, Menschen, Tieren etc. wasserabweisend | –                                                           |
| Incarcerus                    | lat. carcer = Kerker; engl. incarcerare = einsperren                                                                              | fesselt den Getroffenen mit Seilen | Diffindo                                                    |
| Incendio                      | lat. incendo = ich entzünde; engl. incendiary = Brandstifter                                                                      | entfacht ein Feuer | Aguamenti (Indirekt)                                        |
| Legilimens                    | lat. legere = lesen, lat. mens = Geist, Gedanken                                                                                  | Legilimentik: Eindringen in den Geist einer anderen Person | nur durch Verschließen des Geistes (Okklumentik) abzuwehren |
| Levicorpus                    | lat. corpus = Körper; lat. levare = heben, engl. levitate = in der Luft schweben                                                  | hängt den Getroffenen, scheinbar an einem Fuß, kopfüber in der Luft auf | Liberacorpus                                                |
| Liberacorpus                  | lat. corpus = Körper; engl. liberate/lat. liberare = befreien (lat. Imperativ libera: befreie!)                                   | ist der Gegenzauber zu Levicorpus und lässt die schwebende Person fallen | Levicorpus                                                  |
| Locomotor                     | engl. locomotion = Bewegung; lat. locus = Ort, movere = bewegen                                                                   | bewegt Gegenstände (z. B. Locomotor Lampe) | ähnlicher Zauber: Mobiliarbus und für Körper Mobilcorpus    |
| Lumos                         | lat. lumen = Licht | erzeugt Licht an der Spitze des Zauberstabes | Nox                                                         |
| meteolohex recanto            | lat. meteo = Wetter; lat recanto = ich widerrufe                                                                                  | Entfernt Wetterzauber | -                                                           |
| Mobilcorpus                   | lat. mobilis = beweglich, corpus = Körper                                                                                         | lässt einen leblosen menschlichen Körper zu einer Art Marionette werden, deren Bewegungen durch einen Zauberstab dirigiert werden können | –                                                           |
| Morsmordre                    | lat. mors = Tod und lat. mordere = beißen                                                                                         | beschwört das Dunkle Mal herauf | –                                                           |
| Muffliato                     | engl. muffle = (Geräusche) dämpfen, unterdrücken                                                                                  | erfüllt die Ohren von jedem in der Nähe mit einem undefinierbaren Brummen | –                                                           |
| Nox                           | lat. nox = Nacht | Gegenzauber von Lumos | Lumos                                                       |
| Obliviate/Amnesia             | lat. oblivio = Vergessenheit; engl. oblivious = ohne Erinnerung                                                                   | verändert das Gedächtnis einer Person (in der deutschen Übersetzung wird auch der Zauber Amnesia eingeführt, der im Gegensatz zu Obliviate das gesamte Erinnerungsvermögen einer Person löscht, den es im englischen Original allerdings nicht gibt) | –                                                           |
| Okklumentik                   | lat. occultare = verstecken und mens = Gedanke, Geist                                                                             | den Geist verschließen vor dem Eindringen mit Legilimentik | –                                                           |
| Obscuro                       | lat. obscurare = verdunkeln | legt jemanden eine magisch nicht zu entfernende Augenbinde an | –                                                           |
| Oppugno                       | lat. oppugnare = angreifen | veranlasst kleine Gegenstände und Wesen, jemanden anzugreifen | –                                                           |
| Orchideus                     | vom taxonomischen Familiennamen Orchidaceae (v. griech. ὄρχις orchis = Hoden‘) der Orchideen                                      | lässt einen Blumenstrauß aus der Zauberstabsspitze hervorbrechen | –                                                           |
| Pack-Zauber                   | – | mit diesem Zauberspruch kann man Sachen in einen Koffer packen | –                                                           |
| Peskiwichteli Pesternomi      | | unwirksamer Zauberspruch, um randalierende Wichtel zu bändigen |                                                             |
| Petrificus Totalus            | engl. petrified = versteinert | lässt Maschinen/Geräte und Lebewesen erstarren | –                                                           |
| Piertotum Locomotor           | lat. pietas = Pflichtgefühl, totum = alles, engl. locomotion = Bewegung                                                           | lässt Statuen oder Ritterrüstungen „zum Leben“ erwachen | –                                                           |
| Portus                        | lat. portare = tragen, bringen; engl. portable = tragbar                                                                          | macht aus jedem beliebigen Gegenstand einen Portschlüssel | –                                                           |
| Prior Incantato               | (engl. priori incantatem); engl. prior = vorherig, incantation = Zauberspruch                                                     | zeigt den letzten Zauber eines Zauberstabs | Deletrius                                                   |
| Protego                       | lat. protegere = beschützen; engl. protect = beschützen                                                                           | blockt schwächere bis fortgeschrittene Zauber und Flüche ab und schleudert sie auf den Angreifer zurück | –                                                           |
| Protego totalum               | lat. protegere = beschützen, lat. totaliter = ganz                                                                                | stärkerer und langfristiger Schutzzauber | -                                                           |
| Proteus-Zauber                | von Proteus (griech. Mythologie): konnte sich in verschiedene Gestalten verwandeln; engl. protean: wandelbar                      | verbindet Gegenstände miteinander; wenn man einen Gegenstand verändert, verändern sich die anderen in gleicher Weise | –                                                           |
| Quietus                       | lat. quietus/engl. quiet = geräuschlos                                                                                            | stellt die Stimme auf normale Lautstärke ein | Sonorus                                                     |
| Ratzeputz                     | – | säubert schmutzige Gegenstände | –                                                           |
| Reducio                       | engl. reduce = verringern | lässt Gegenstände und Lebewesen schrumpfen | Engorgio                                                    |
| Reductio/Reducto              | lat. reductio = Zurückführung | pulverisiert Gegenstände und entfernt Blockaden oder Barrieren |                                                             |
| Relaschio                     | engl. release = loslassen; engl. lash = Peitschenhieb                                                                             | sprengt Fesseln und zwingt Gegner, festgehaltene Personen loszulassen | –                                                           |
| Rennervate                    | engl. re- = wieder; engl. nervation = System von Nerven; urspr. ennervate, von Rowling umbenannt                                  | belebt bewusstlose Menschen | –                                                           |
| Reparo                        | lat. reparare = wiederherstellen; engl. repair = reparieren                                                                       | setzt zerbrochene Gegenstände wieder zusammen | –                                                           |
| Repello muggeltum             | lat. repellere = abweisen, vertreiben                                                                                             | Muggelabwehrzauber | –                                                           |
| Rictusempra                   | lat. ridere = lachen, semper = stets, immer                                                                                       | Kitzelfluch – das magisch gekitzelte Opfer muss unaufhörlich lachen | –                                                           |
| Riddikulus                    | lat. ridiculus/engl. ridiculous = lächerlich                                                                                      | vertreibt den Irrwicht, wenn dabei die größte Angst in Gedanken lächerlich gemacht wird | –                                                           |
| Salvio Hexia                  | lat. salvare = retten | Schutzzauber | –                                                           |
| Serpensortia                  | engl. serpent/lat. serpens = Schlange; frz. sortir: herauskommen/sortie: Ausgang; engl. sortie: (milit.) Ausfall                  | lässt eine Schlange aus der Spitze des Zauberstabs entstehen |                                                             |
| Silencio                      | lat. silentium/engl. silence = Stille                                                                                             | lässt die Stimme des Getroffenen völlig lautlos werden | –                                                           |
| Sonorus                       | engl. sonorous/lat. sonorus = tönend                                                                                              | verstärkt die Stimme | Quietus, Silencio                                           |
| Specialis Revelio             | lat. specialis = speziell; lat. revelare = zeigen, enthüllen                                                                      | ermöglicht Verwünschung oder Verzauberungen von Gegenständen zu enthüllen | –                                                           |
| Stupor                        | engl. stupefy = verblüffen, benommen machen; lat. stupor = Erstarrung                                                             | Schockzauber. Schockt den Gegner | Finite Incantatem                                           |
| Tergeo                        | lat. tergeo = ich wische ab | löscht oder verwischt Spuren | –                                                           |
| Waddiwasi                     | – | schießt einen Gegenstand auf das anvisierte Ziel | –                                                           |
| Weise mir die Richtung        | engl. point me = Weise mir (die Richtung)                                                                                         | lässt die Spitze des Zauberstabs auf der flachen Hand nach Norden zeigen | –                                                           |
| Wingardium Leviosa            | engl. wing = Flügel; lat. arduus hoch/engl. arduous = schwer besteigbar, steil; lat. levis = leicht                               | lässt Gegenstände in die Luft fliegen und für kurze Zeit schweben | –                                                           |

## Liste der bekannten Flüche aus den Büchern
| Name des Fluches                                     | Zauberformel       | sprachlicher Ursprung                                                                              | Wirkung | Gegenfluch |
| ---------------------------------------------------- | ------------------ | -------------------------------------------------------------------------------------------------- | --- | --- |
| Anti-Disapparier-Zauber (Anti-Disapparation Jinx)    | –                  | lat. dis-, fort, weg; lat. apparere, sichtbar werden; engl. disappear, verschwinden                | verhindert das Disapparieren | – |
| Anti-Eindringlings-Fluch (Anti-Intruder Jinx)        | –                  | engl. intruder, Eindringling                                                                       | schützt einen Ort vor Eindringlingen, er verhindert z. B. das Überklettern von Mauern und das Hineinfliegen mit einem Besen | – |
| Babbelfluch (Babbling Curse)                         | –                  | –                                                                                                  | der von dem Fluch Getroffene hört nicht mehr auf Unsinn zu reden | – |
| Beinklammerfluch (Leg-Locker Curse)                  | Locomotor Mortis   | engl. locomotor, die Fortbewegung betreffend; lat. mortis, des Todes                               | schließt die Beine des Betroffenen zusammen, so dass die Person nicht mehr laufen kann | Finite Incantatem                                                                                              |
| Bindehautentzündungs-Fluch (Conjunctivitus Curse)    | Conjunktivitio     | lat. conjunctivitis, Bindehautentzündung                                                           | ruft eine schmerzhafte Entzündung der Bindehaut hervor; führt zur Beeinträchtigung der Sehkraft | Protego |
| Dämonsfeuer (Fiendfyre)                              | –                  | engl. fiend, böser Geist, Teufel; fyre altengl. für Feuer                                          | erzeugt ein schwer kontrollierbares Feuer, dessen Flammen die Gestalt von einer großen Vielfalt von Kreaturen annehmen. Es hat die Fähigkeit, Horkruxe zu zerstören und kann nicht mit traditionellen Mitteln (Wasserzauber) gelöscht werden | – |
| Densaugeo-Fluch (Densaugeo Curse)                    | Densaugeo          | lat. dens, Zahn; lat. augere, vergrößern                                                           | lässt die Zähne des Opfers rasant wachsen | – |
| Eingeweide-Ausweide-Fluch (Entrail-Expelling Curse)  | –                  | engl. entrail, Eingeweide; engl. expel, austreiben                                                 | Die Eingeweide werden aus dem Körper gesogen. | – |
| Expulso (Blasting Curse)                             | Expulso            | lat. expellere                                                                                     | löst eine starke Explosion aus | Protego |
| Flederwicht-Fluch (Bat Bogey Hex)                    | –                  | engl. bat, Fledermaus; engl. bogey (slang), unbekanntes (feindliches) Flugobjekt                   | lässt Flederwichte erscheinen, die das Opfer angreifen | – |
| Folter-Fluch: Cruciatus-Fluch (Cruciatus Curse)      | Crucio             | lat. cruciare = martern, quälen                                                                    | unverzeihlicher Fluch, bewirkt starke körperliche Schmerzen | – |
| Furunkulus-Fluch (Furnunculus Curse)                 | Furunkulus         | lat. furunculus, Furunkel, Blutschwäre                                                             | lässt im Gesicht des Getroffenen Furunkel wachsen | – |
| Ganzkörperklammer (Body-Bind Curse)                  | Petrificus Totalus | engl. petrify, versteinern; lat. facere, machen; lat. totalus, ganz                                | lässt den Getroffenen sofort erstarren | Finite Incantatem                                                                                              |
| Kitzelfluch (Tickling Charm)                         | Rictusempra        | engl. rictus: u. a. breites Grinsen/Grimasse; lat. semper: immer                                   | Gegner bekommt einen Lachanfall | Finite Incantatem                                                                                              |
| Langlock-Fluch                                       | Langlock           | engl. lang: Sprache; engl. lock: sperren                                                           | die Zunge des Gegners klebt an dessen Gaumen fest | – |
| Reduktor-Fluch (Reductor Curse)                      | Reducto            | engl. to reduce, verkleinern, zerkleinern, reduzieren                                              | lässt Gegenstände zu Staub zerfallen | Reparo |
| Sectumsempra                                         | Sectumsempra       | lat. sectus, geschnitten; lat. semper, immer                                                       | fügt dem Gegner Wunden zu, die aussehen, als wäre dieser mit einem Schwert aufgeschlitzt worden | |
| Tanz-Fluch (Dance Jinx)                              | Tarantallegra      | engl. dance=tanzen; Tarantella=schneller Tanz; allegro=schnell                                     | zwingt den Gegner zum Tanzen | Finite Incantatem                                                                                              |
| Todesfluch (Killing Curse)                           | Avada Kedavra      | aramäisch avd/אבד, „verlorengehen, verschwinden“; aram. ke/כ, „wie“; aram. davar/דבאר, „die Sache“ | unverzeihlicher Fluch, tötet den Gegner | – |
| Totale Unterwerfung: Imperius-Fluch (Imperius Curse) | Imperio            | lat. impero – „ich befehle (dir)“                                                                  | unverzeihlicher Fluch, bewirkt, dass ein Zauberer die totale Kontrolle über den Willen eines anderen hat | lässt sich durch eine starke Willensanstrengung abschütteln, nachlassende Kraft des Fluches nach längerer Zeit |
| Wabbelbein (Jelly-Legs Jinx)                         | -                  | -                                                                                                  | verhext die Beine seines Opfers in Gummibeine, auf denen es weder stehen noch gehen kann. | - |